# Bahnstrecke Lourdes–Artigues
| Die Station «Artigues», welche nur im Sommer bedient wurde. |                     |                                       |        |
| Streckenlänge: | 41 km               |                                       |        |
| Spurweite: | 1000 mm (Meterspur) |                                       |        |
| Stromsystem: | 6600 ~              |                                       |        |
| Maximale Neigung: | 100 ‰               |                                       |        |
| Minimaler Radius: | 16 m                |                                       |        |
| |                     |                                       |        |
| Lourdes–Artigues |                     |                                       |        |
| \| \| 0.00 \| Lourdes TEB \| 410 m \| \| \| \| Arcizac \| 0 m \| \| \| \| Escoubès \| 0 m \| \| \| \| Orincles \| 0 m \| \| \| \| Loucrup \| 0 m \| \| \| \| Montgaillard \| 0 m \| \| \| 17.6 \| Trébons \| 0 m \| \| \| 20 \| Pouzac \| 0 m \| \| \| 22 \| Bagnères-de-Bigorre, Place de la Gare \| 542 m \| \| \| 22.8 \| Bagnères-de-Bigorre, Place Jubinal \| 0 m \| \| \| 27 \| Beaudéan \| 0 m \| \| \| 29 \| Campan \| 0 m \| \| \| 33 \| Sainte-Marie-de-Campan \| 857 m \| \| \| 38 \| Gripp \| 0 m \| \| \| 41 \| Artigues \| 1240 m \| |                     |                                       |        |
| Kopfbahnhof Streckenanfang | 0.00                | Lourdes TEB                           | 410 m  |
| Haltepunkt / Haltestelle |                     | Arcizac                               | 0 m    |
| Bahnhof |                     | Escoubès                              | 0 m    |
| Bahnhof |                     | Orincles                              | 0 m    |
| Bahnhof |                     | Loucrup                               | 0 m    |
| Bahnhof |                     | Montgaillard                          | 0 m    |
| Bahnhof | 17.6                | Trébons                               | 0 m    |
| Bahnhof | 20                  | Pouzac                                | 0 m    |
| Bahnhof | 22                  | Bagnères-de-Bigorre, Place de la Gare | 542 m  |
| Haltepunkt / Haltestelle | 22.8                | Bagnères-de-Bigorre, Place Jubinal    | 0 m    |
| Bahnhof | 27                  | Beaudéan                              | 0 m    |
| Bahnhof | 29                  | Campan                                | 0 m    |
| Bahnhof | 33                  | Sainte-Marie-de-Campan                | 857 m  |
| Haltepunkt / Haltestelle | 38                  | Gripp                                 | 0 m    |
| Kopfbahnhof Streckenende | 41                  | Artigues                              | 1240 m |

Die erste Teilstrecke der Bahnstrecke Lourdes–Artigues im Département Hautes-Pyrénées wurde 1914 nach mehrjährigen Bauarbeiten von der Compagnie des Tramways électriques de la Bigorre (TEB) in Betrieb genommen. Diese Gesellschaft ging 1918 auf die Société des Voies ferrées d’interet local des Pyrénées (VFP) über, eine Tochter der Südbahngesellschaft (Midi).
Diese meterspurige Bahn von Lourdes über Bagnères-de-Bigorre nach Sainte-Marie-de-Campan war 33 Kilometer lang. Der Weiterbau über das Tal und Weiler Gripp zum Plateau von Artigues (1240 m; alle drei in der Gemeinde Campan) verzögerte sich durch den Kriegsbeginn und konnte erst 1915 vollendet werden.
Die dann insgesamt 41 Kilometer lange Bahn war mit Einphasen-Wechselstrom von 6000 Volt Spannung elektrifiziert worden. Wegen der davon abweichenden Spannung der innerstädtischen Straßenbahn wurden deren Gleise zum Südbahnhof nicht benutzt. Die Endstation der VFP-Züge in Lourdes befand sich an der Place Peyramale im Osten der Altstadt. Der Betriebsmittelpunkt mit der Werkstatt lag in Bagnères-de-Bigorre, Wagenhallen befanden sich außerdem in Lourdes und Ste. Marie-de-Campan.
Der Bahnbetrieb der VFP war in wenigen Jahren von drei schweren Unfällen begleitet worden, die insgesamt 17 Todesopfer forderten. Dieser Umstand und finanzielle Schwierigkeiten führten 1924 zur Einstellung des Bahnbetriebes oberhalb von Gripp, der sich auf touristischen Saisonverkehr beschränkt hatte. Ab 1932 wurde das Angebot noch einmal bis auf einen geringen Berufsverkehr von Bagnères einerseits nach Trébons und andererseits nach Campan reduziert. Diese elf Kilometer lange Reststrecke wurde 1934 nach nur zwanzig Betriebsjahren stillgelegt.